# Chaleira

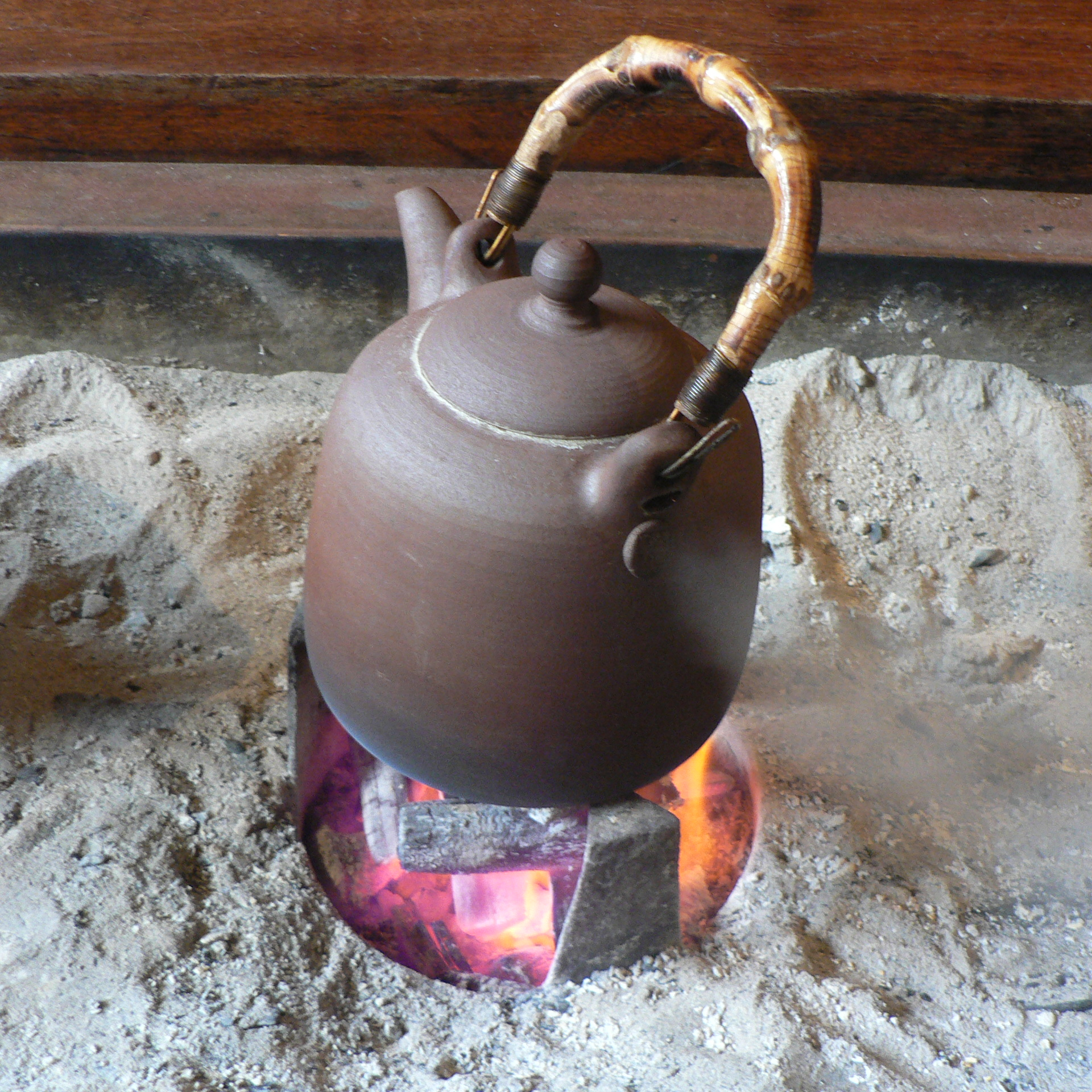

Chaleira é um utensílio culinário que, teria como sua principal função, a preparação de chá, essa função torna idealizado seu nome como "chaleira". Recipiente proprio para preparação de chás
A chaleira tradicional é um recipiente de metal com a forma de um cilindro baixo com uma tampa no topo e um bico lateral. Este utensílio foi desenhado para aquecer água para o chá colocando-se sobre uma boca de fogão.